# Pogoń Szczecin
El Morski Klub Sportowy Pogoń Szczecin (en español: Club Deportivo Marítimo Pogonia de Szczecin), conocido simplemente como Pogoń Szczecin, es un club de fútbol de la ciudad de Szczecin, en Polonia. Fue fundado el 21 de abril de 1948 y milita actualmente en la Ekstraklasa, la máxima categoría de fútbol polaco. Los colores representativos del equipo son el azul y el granate, y en su escudo aparece un grifo.

## Historia
El equipo se fundó el 21 de abril de 1948 en la ciudad de Szczecin, capital del voivodato de Pomerania Occidental. Tanto su nombre como los colores del club hacen alusión al Pogoń Lwów, uno de los clubes más exitosos de la década de 1920, en los primeros años de la liga polaca. Tras la Segunda Guerra Mundial, la ciudad de Lwów fue incorporada a la República Socialista Soviética de Ucrania, por lo que el Pogoń Lwów desapareció y la población polaca de las regiones de Volinia y Galitzia fue redirigida a los nuevos Territorios Polacos Recuperados de Pomerania y Silesia. Otros equipos formados por la emigración polaca a estas zonas fueron el Polonia Bytom o el Odra Opole, entre otros.
Entre 1948 y 1955 el club compitió bajo diferentes nombres, como Klub Sportowy Sztorm, Klub Sportowy Zwiazkowiec o Klub Sportowy Kolejarz Szczecin, hasta adoptar su denominación actual en la temporada de 1955. El Pogoń jugó en las ligas regionales del noroeste de Polonia hasta 1959, cuando ascendió por primera vez a la Ekstraklasa, la primera división polaca. Desde entonces, el club ha disputado más de cincuenta temporadas en la máxima categoría, siendo un habitual en el primer nivel del sistema de ligas del país. No obstante, hasta la fecha no ha levantado ningún título nacional.
La edad dorada del Pogoń Szczecin tuvo lugar en la década de 1980, cuando quedó finalista de la Copa de Polonia por dos años consecutivos (1980-81 y 1981-82), perdiendo en ambas finales por 1-0 ante el Legia de Varsovia y el Lech Poznań, respectivamente. Asimismo, el equipo fue subcampeón de liga en la temporada 1986-87, por detrás del Górnik Zabrze.
La llegada del nuevo siglo trajo buenos resultados para el equipo pomeranio, que tras retornar a la primera división en la temporada 1996-97, fue nuevamente subcampeón de liga en el campeonato del 2000-01, quedando en segunda posición por detrás del Wisła Cracovia, y alcanzando por tercera vez la final de la Copa de Polonia, siendo derrotada por 1-0 contra el Jagiellonia Białystok. Después de cinco años de ausencia, el Pogoń ascendió a la Ekstraklasa en la campaña 2012/13, manteniéndose desde entonces en la élite del fútbol polaco. Además, el Pogoń ha disputado varios campeonatos continentales, entre ellos la Copa Intertoto, la Copa de la UEFA o más recientemente la Liga Europa Conferencia de la UEFA.

## Estadio

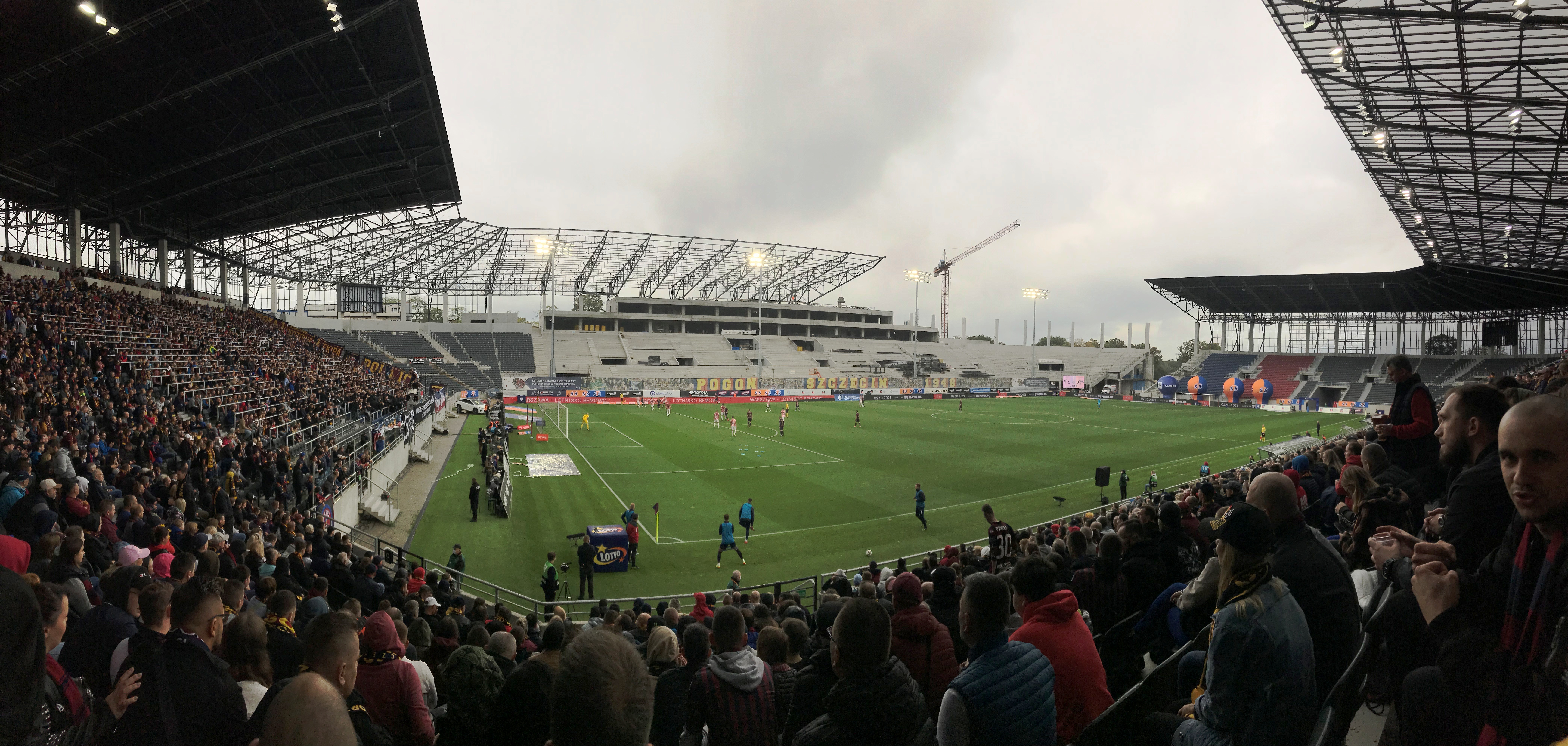
Interior del Estadio Municipal Florian Krygier en 2021, aún en construcción.

El Pogoń Szczecin juega sus partidos como local en el Estadio Municipal Florian Krygier, con capacidad para 18,027 personas. Se localiza en el distrito de Pogodno, al noroeste de la ciudad de Szczecin, sobre una antigua mina a cielo abierto de grava. Su construcción se inició en 1914, empleando como mano de obra a prisioneros rusos de la Primera Guerra Mundial. El estadio se completó definitivamente en 1925, siendo uno de los estadios de fútbol de Polonia más antiguos de la liga polaca. Asimismo, alrededor del terreno de juego se erigió una pista de atletismo. La inauguración tuvo lugar el 5 de octubre de 1925. En 2004 fue rebautizado como Estadio Municipal Florian Krygier, en honor al futbolista pomeranio, entrenador del club a finales de los años 1950. Después de casi un siglo desde su apertura, en 2019 se decidió llevar a cabo una importante reforma para ampliar el aforo y modernizar las instalaciones. La reconstrucción del estadio duró tres años y aumentó su capacidad a 21,163 espectadores. A partir de la temporada 2021/22, el Pogoń volvió a jugar sus partidos en el estadio, aún sin terminar, mientras los trabajos para edificar la tribuna norte continuaban. Finalmente, el Estadio Municipal Florian Krygier se inauguró el 1 de octubre de 2022, en la victoria por 2-1 ante el Lechia Gdańsk, con más de 20,000 espectadores presentes en las gradas.

## Jugadores

### Plantilla 2024/25
Actualizado el 2 de agosto de 2024.

### Jugadores destacados

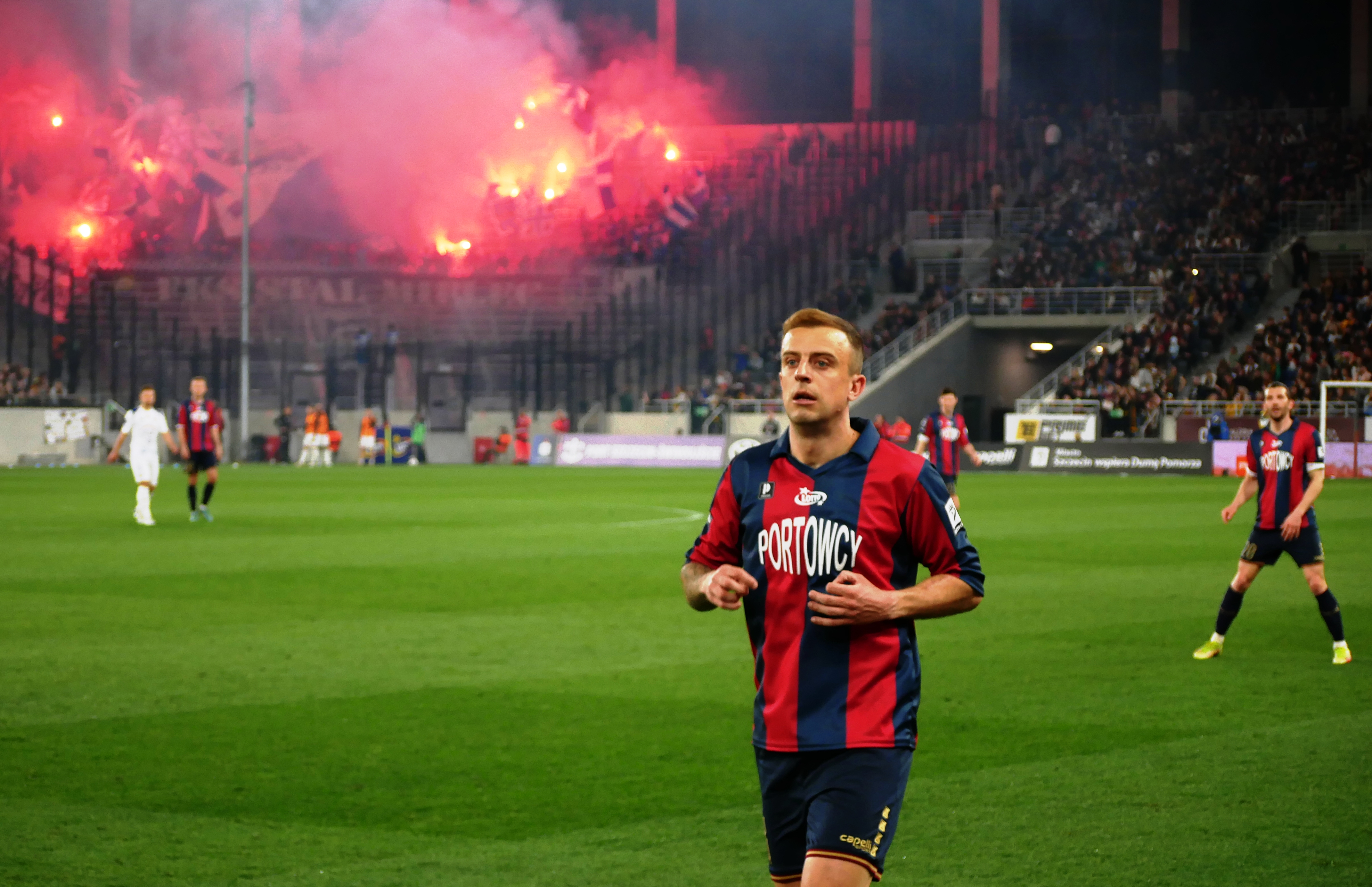
El futbolista Kamil Grosicki, internacional con la selección absoluta, jugando con el Pogoń en 2023.

| - Dariusz Adamczuk - Adam Buksa - Czesław Boguszewicz - Dickson Choto - Spas Delev - Paweł Drumlak - Lasha Dvali - Vladimir Dvalishvili - Waldemar Folbrycht - Wojciech Golla - Kamil Grosicki - Ádám Gyurcsó - Santeri Hostikka - Stefan Jansson - Waldemar Jaskulski - Zenon Kasztelan - Przemysław Kaźmierczak - Adam Kensy - Marian Kielec - Kacper Kozłowski | - Zvonimir Kožulj - Michał Kucharczyk - Marek Leśniak - Radosław Majdan - Ryszard Mańko - Rafał Murawski - Sergei Mošnikov - Marek Ostrowski - Dušan Perniš - Marcin Robak - Oleg Salenko - Kazimierz Sokołowski - Srđan Spiridonović - Maciej Stolarczyk - Marek Szczech - Dariusz Szubert - Krzysztof Urbanowicz - Sebastian Walukiewicz - Henryk Wawrowski - Kazimierz Węgrzyn |

## Entrenadores
| - Jan Dixa (1950) - Kazimierz Chrostek (1951–52) - Zygmunt Czyżewski (1953) - Henryk Wielga (1954) - Michał Matyas (1955–56) - Florian Krygier (1956–58) - Edward Brzozowski (1959) - Florian Krygier (1960) - Edward Brzozowski (1960–61) - Zygmunt Czyżewski (1962–63) - Marian Suchogórski (1963–65) - Stefan Żywotko (1965–70) - Eugeniusz Ksol (1970) - Karel Kosarz (1970–72) - Edmund Zientara (1972–75) - Bogusław Hajdas (1975–77) - Aleksander Mandziara (1977–78) - Hubert Fiałkowski (1978) - Konstanty Pawlikaniec (1979) - Jerzy Kopa (1979–82) - Eugeniusz Ksol (1982–85) - Maciej Hejn (1985) - Leszek Jezierski (1985–87) | - Jan Jucha (1987–88) - Jerzy Jatczak (1988) - Lesław Ćmikiewicz (1988–89) - Eugeniusz Ksol (1989) - Włodzimierz Obst (1989–90) - Aleksander Brożyniak (1990) - Jerzy Jatczak (1990) - Eugeniusz Różański (1991–92) - Leszek Jezierski (1992) - Roman Szukiełowicz (1992–93) - Jerzy Kasalik (1993–94) - Orest Lenczyk (1995) - Janusz Pekowski (1995–96) - Roman Szukiełowicz (1996–97) - Boguslaw Baniak (1997–99) - Albin Mikulski (1999–2000) - Mariusz Kuras (2000–02) - Albin Mikulski (2002) - Jerzy Wyrobek (2002–03) - Boguslaw Baniak (2003–04) - Pavel Malura (2004) - Bohumil Panik (2004–05) - Boguslaw Pietrzak (2005) | - José Carlos Serrão (2005–06) - Mariusz Kuras (2006) - Libor Pala (2006–07) - Boguslaw Baniak (2007) - Mariusz Kuras (2007–08) - Piotr Mandrysz (2008–10) - Maciej Stolarczyk (2010) - Artur Płatek (2010–11) - Marcin Sasal (2011–12) - Ryszard Tarasiewicz (2012) - Artur Skowronek (2012–13) - Dariusz Wdowczyk (2013–14) - Ján Kocian (2014–15) - Czesław Michniewicz (2015–16) - Kazimierz Moskal (2016–17) - Maciej Skorża (2017) - Kosta Runjaić (2017–22) - Jens Gustafsson (2022–2024) - Robert Kolendowicz (2024–) |

## Participación en competiciones de la UEFA
| Temporada | Torneo                             | Ronda          | Club                | Casa | Visita | Global |
| --------- | ---------------------------------- | -------------- | ------------------- | ---- | ------ | ------ |
| 1965–66   | Copa Intertoto de la UEFA          | Fase de grupos | Chemie Leipzig      | 1–3  | 0–1    | 1–4    |
| 1965–66   | Copa Intertoto de la UEFA          | Fase de grupos | Slovnaft Bratislava | 2–3  | 0–4    | 2–7    |
| 1965–66   | Copa Intertoto de la UEFA          | Fase de grupos | NK Zagreb           | 3–0  | 0–2    | 3–2    |
| 1976      | Copa Intertoto de la UEFA          | Fase de grupos | Östers IF           | 0–1  | 0–1    | 0–2    |
| 1976      | Copa Intertoto de la UEFA          | Fase de grupos | Belenenses          | 2–2  | 0–2    | 2–4    |
| 1976      | Copa Intertoto de la UEFA          | Fase de grupos | Næstved             | 3–0  | 1–1    | 4–1    |
| 1977      | Copa Intertoto de la UEFA          | Fase de grupos | Sturm Graz          | 1–0  | 0–0    | 1–0    |
| 1977      | Copa Intertoto de la UEFA          | Fase de grupos | KB                  | 2–2  | 1–1    | 3–3    |
| 1977      | Copa Intertoto de la UEFA          | Fase de grupos | Chênois             | 6–1  | 1–0    | 7–1    |
| 1982      | Copa Intertoto de la UEFA          | Fase de grupos | Brage               | 1–0  | 0–2    | 1–2    |
| 1982      | Copa Intertoto de la UEFA          | Fase de grupos | Sparta Praga        | 2–0  | 0–1    | 2–1    |
| 1982      | Copa Intertoto de la UEFA          | Fase de grupos | Wiener Sport-Club   | 3–3  | 4–3    | 7–6    |
| 1983      | Copa Intertoto de la UEFA          | Fase de grupos | Werder Bremen       | 2–1  | 0–4    | 2–5    |
| 1983      | Copa Intertoto de la UEFA          | Fase de grupos | Malmö FF            | 2–0  | 1–2    | 3–2    |
| 1983      | Copa Intertoto de la UEFA          | Fase de grupos | St. Gallen          | 1–1  | 3–3    | 4–4    |
| 1984–85   | Copa de la UEFA                    | Primera ronda  | FC Colonia          | 0–1  | 1–2    | 1–3    |
| 1987      | Copa Intertoto de la UEFA          | Fase de grupos | Hammarby            | 3–0  | 3–2    | 6–2    |
| 1987      | Copa Intertoto de la UEFA          | Fase de grupos | La Chaux-de-Fonds   | 6–3  | 4–0    | 10–3   |
| 1987      | Copa Intertoto de la UEFA          | Fase de grupos | Magdeburgo          | 3–1  | 1–2    | 4–3    |
| 1987–88   | Copa de la UEFA                    | Primera ronda  | Hellas Verona       | 1–1  | 1–3    | 2–4    |
| 1988      | Copa Intertoto de la UEFA          | Fase de grupos | Grasshopper         | 0–0  | 0–1    | 0–1    |
| 1988      | Copa Intertoto de la UEFA          | Fase de grupos | Östers IF           | 2–0  | 0–0    | 2–0    |
| 1988      | Copa Intertoto de la UEFA          | Fase de grupos | Pécsi MFC           | 0–0  | 1–3    | 1–3    |
| 1993      | Copa Intertoto de la UEFA          | Fase de grupos | Lausanne-Sport      | 0–4  |        | 0–4    |
| 1993      | Copa Intertoto de la UEFA          | Fase de grupos | IFK Norrköping      |      | 1–4    | 1–4    |
| 1993      | Copa Intertoto de la UEFA          | Fase de grupos | Copenhagen          | 4–1  |        | 4–1    |
| 1993      | Copa Intertoto de la UEFA          | Fase de grupos | Austria Viena       |      | 0–2    | 0–2    |
| 1995      | Copa Intertoto de la UEFA          | Fase de grupos | Cannes              | 1–2  |        | 1–2    |
| 1995      | Copa Intertoto de la UEFA          | Fase de grupos | Farul Constanța     |      | 1–2    | 1–2    |
| 1995      | Copa Intertoto de la UEFA          | Fase de grupos | Dnepr Mogilev       | 3–3  |        | 3–3    |
| 1995      | Copa Intertoto de la UEFA          | Fase de grupos | Bečej               |      | 1–2    | 1–2    |
| 2001–02   | Copa de la UEFA                    | Ronda previa   | Fylkir              | 1–1  | 1–2    | 2–3    |
| 2005      | Copa Intertoto de la UEFA          | Primera ronda  | Tiligul Tiraspol    | 6–2  | 3–0    | 9–2    |
| 2005      | Copa Intertoto de la UEFA          | Segunda ronda  | Sigma Olomouc       | 0–0  | 0–1    | 0–1    |
| 2021–22   | Liga Europa Conferencia de la UEFA | Segunda ronda  | Osijek              | 0–0  | 0–1    | 0–1    |
| 2022–23   | Liga Europa Conferencia de la UEFA | Primera ronda  | KR Reykjavík        | 4–1  | 0–1    | 4–2    |
| 2022–23   | Liga Europa Conferencia de la UEFA | Segunda ronda  | Brøndby             | 1–1  | 0–4    | 1–5    |
| 2023–24   | Liga Europa Conferencia de la UEFA | Segunda ronda  | Linfield            | 3–2  | 5–2    | 8–4    |
| 2023–24   | Liga Europa Conferencia de la UEFA | Tercera ronda  | Gante               | 2–1  | 0–5    | 2–6    |

## Palmarés

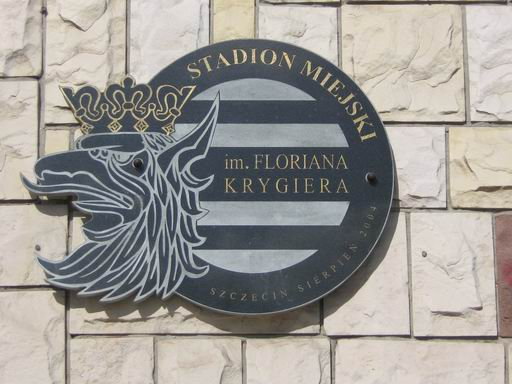
Placa en el exterior del estadio del Pogoń, con la imagen del grifo, símbolo de la ciudad de Szczecin y del equipo.

### Torneos nacionales
- No ha ganado ninguno hasta el momento
- Ekstraklasa:
  - Subcampeón (2): 
    - 1986-87, 2000-01
- Copa de Polonia:
  - Finalista (5):
    - 1980/81 - Legia de Varsovia 1:0 Pogoń Szczecin
    - 1981/82 - Lech Poznań 1:0 Pogoń Szczecin
    - 2009/10 - Jagiellonia Białystok 1:0 Pogoń Szczecin
    - 2023/24 - Wisła Cracovia 2:1 Pogoń Szczecin
    - 2024/25 - Legia de Varsovia 4:3 Pogoń Szczecin

### Torneos internacionales
- No ha ganado ninguno hasta el momento
- En las ediciones de 1977, 1983 y 1987 de la Copa Intertoto de la UEFA, quedó en primer lugar en la fase de grupos.